# Pričesna klupa
Pričesna klupa ili pričesna ograda (lat. cancellae) je niska ograda ispred oltara u katoličkim i nekim protestantskim Crkvama. 
Izrađuje se od rezbarenog drva, metala, mramora ili drugog dragocjenog materijala, obično se pokriva bijelim pokrivačem tokom Mise jer se vjernici pričešćuju klečeći ispred nje. Pojavljuje se u crkvama od 13. stoljeća. Nalazi se na mjestu nekadašnje oltarne pregrade, između svetišta (apside) i broda. Obično je pred njom klecalo na kome mogu klečati vjernici dok primaju pričest.
Baščanska ploča je prvobitno bila pričesna klupa, odnosno njen lijevi plutej.